# HM (patiënt)
Henry Gustav Molaison (Manchester, Connecticut, 26 februari 1926 – Windsor Locks, Connecticut, 2 december 2008), in wetenschappelijke kringen beter bekend als patiënt HM, was een Amerikaanse patiënt met geheugenstoornissen.
Aan hem zijn vele studies gewijd vanaf het begin van de jaren 1950 (toen de ziekte zich openbaarde) tot aan zijn dood in 2008. Het ziektebeeld van Molaison heeft een zeer belangrijke rol gespeeld in de ontwikkeling van theorieën in de neuropsychologie over het menselijk geheugen, vooral wat betreft de relatie tussen geheugenprocessen en de hersenen.

## Geschiedenis

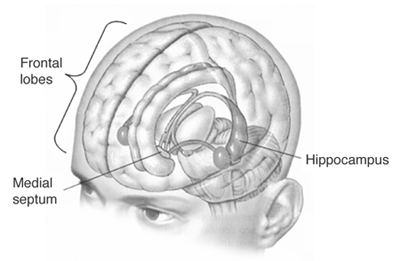
Delen van de hippocampus die bij HM zijn verwijderd.

Henry Molaison leed aan een ernstige vorm van epilepsie. Die was ontstaan door een ongeluk met zijn fiets, toen hij zeven jaar oud was. Om de symptomen van deze ziekte te bestrijden, waren in 1953 langs chirurgische weg in de bilaterale temporale cortex grote delen van de hippocampus, de gyrus parahippocampalis en de amygdala verwijderd. Na de operatie door William B. Scoville bleek de patiënt te lijden aan een ernstige vorm van anterograde amnesie: een onvermogen om nieuwe feiten of gebeurtenissen te onthouden. Als hij bekenden tegenkwam, was het steeds alsof hij hen voor het eerst ontmoette. Zelfs schokkende voorvallen waren na enkele minuten geheel uit zijn geheugen verdwenen.
Het langetermijngeheugen voor feiten of gebeurtenissen die zich hadden afgespeeld in de periode ver vóór de operatie, was echter nog nagenoeg intact. Ook bleken zijn motorische vaardigheden nog intact te zijn. Hij kon nieuwe dingen aanleren (zoals het natekenen van een sterfiguur in spiegelbeeld) en blijvend beheersen, zonder dat hij zich herinnerde hoe hij die geleerd had. Dit was een bewijs dat in de hersenen verschillende geheugensystemen bestaan. Vooral de hippocampus bleek een belangrijke rol te vervullen bij het onthouden van nieuwe feitelijke kennis, ook wel declaratief geheugen genoemd.
Daarentegen was Molaisons geheugen voor het aanleren van vaardigheden, dat tot het niet-declaratieve of procedurele geheugen wordt gerekend, nog intact. Ook deed hij het goed bij plaatjes-herkenningstests, al kon hij nooit bewust gezichten onthouden. Hierbij herinnerde hij zich niet expliciet dat hij bepaalde stimulusplaatjes al eerder had gezien, maar hij kon toch aangeven welke hij herkende. Dit valt waarschijnlijk te verklaren door het feit dat zijn fusiforme aangezichtshersengebied, liggend op de gyrus fusiformis, nog intact was. Ten slotte bleek ook het werkgeheugen van HM nog goed te functioneren: zo kon hij nog rekensommen maken en kruiswoordpuzzels oplossen.
HM zelf leek niet te lijden onder zijn toestand of onder de talloze onderzoeken die hij in de loop der jaren onderging. Het feit dat hij ze niet onthield zal daartoe hebben bijgedragen. Alleen toen zijn vader stierf drong het tot zijn grote verdriet heel even tot hem door dat hij ook dit snel weer zou vergeten.

## Latere ontwikkelingen
De ziektegeschiedenis van Molaison, die in de vakliteratuur consequent als HM werd aangeduid, is voor het eerst in 1957 beschreven door de neurochirurg die hem had geopereerd, William Beecher Scoville (1906 - 1984), en de Brits-Canadese neuropsycholoog Brenda Milner (1918). Scoville noemde zijn eigen handelen later "een tragische vergissing". Molaisons toestand na de operatie heeft echter veel inzicht verschaft over de werking van het menselijk geheugen, al was zijn leven erdoor verwoest. Later was het vooral de neuropsycholoog Suzanne Corkin die hem tientallen jaren observeerde en over hem publiceerde. Corkin maakte ook als eerste, toen HM 66 jaar oud was, gebruik van MRI om de omvang van de laesie in kaart te brengen. Zij ontdekte - in tegenstelling tot wat men eerder dacht - dat slechts een deel van de hippocampus door de ingreep was verwijderd. Met name het achterste deel was gespaard gebleven. Naast diverse wetenschappelijke artikelen over zijn 'geval' publiceerde zij in 2013 een biografie van Molaison, waarvan ook een Nederlandse vertaling verscheen.
Hoewel hij dit zelf direct weer moet zijn vergeten, verklaarde Molaison zich in 2002 bereid zijn hersenen ter beschikking van de wetenschap te stellen, zodat die na zijn dood aan de Universiteit van Californië - San Diego konden worden onderzocht.